# Lepidochelys
Genre
Synonymes
- Cephalochelys Gray, 1873
- Colpochelys Garman, 1880

Lepidochelys est un genre de tortues de la famille des Cheloniidae.
Ces deux espèces de tortues marines sont appelées « tortue bâtarde ». On leur a donné ce nom car on a longtemps cru que ces tortues était des hybrides de caouanne et de tortue verte. Les Cheloniidae semblent pouvoir engendrer assez facilement des hybrides capables de se reproduire.

## Répartition
La tortue olivâtre se rencontre dans l'océan Indien, l’océan Pacifique et dans l’océan Atlantique tandis que la tortue de Kemp se rencontre dans l'Atlantique et pond exclusivement dans le golfe du Mexique.

## Description
La tortue olivâtre et la tortue de Kemp sont les plus petites espèces de tortues marines et mesurent entre 58 et 70 cm. Les Lepidochelys pèsent de 36 à 45 kg. Elles se ressemblent aussi bien physiquement que dans leur comportement. Cependant on peut les différencier par la couleur et la forme de leur carapace en forme de cœur. La carapace de la tortue olivâtre plus haute sur l'avant, lui donne un aspect bossu caractéristique..
Leur dossière est composée de cinq paires de plaques latérales. Leur plastron blanc-jaunâtre dispose de quatre paires de plaques inframarginales qui forment le pont, chacune percée d’un pore près de son bord postérieur. Le dessus de sa tête et de ses nageoires sont gris. Cependant elles naissent noir les extrémité de leur membre étant plus claire. Elles disposent d'un bec robuste. Leurs nageoires ne disposent que d'une seule griffe. On distingue deux paires de plaques préfrontales.
Les deux espèces se nourrissent de poissons, céphalopodes, coquillage, crustacés. On pense qu'elle peut se nourrir de méduses. Aucune observation d'alimentation de végétaux n'a pu être faite. En revanche on sait qu'elles plongent à plus de 150 mètres. Ces tortues sont les seules tortues marines à préférer pondre le jour.

## Liste des espèces
Selon TFTSG (26 mai 2011) :
- Lepidochelys kempii (Garman, 1880) — tortue de Kemp
- Lepidochelys olivacea (Eschscholtz, 1829) — tortue olivâtre

## Classification phylogénétique
Les principaux groupes évolutifs relatifs sont décrites ci-dessous par phylogénie selon Hirayama, 1997, 1998, Lapparent de Broin, 2000, and Parham, 2005 :
```
 --o 
Procoelocryptodira

   |--o 
Chelonioidea
 Oppel, 1811 c’est-à-dire les tortues marines
   |  |--o
   |  |  |--o †
Toxochelyidae

   |  |  `--o 
Cheloniidae
 Oppel, 1811 
   |  |     |----o 
Caretta
 Rafinesque, 1814
   |  |     |----o 
Natator
 McCulloch, 1908
   |  |     `----o Chelonini Oppel, 1811
   |  |           |--o 
Eretmochelys
 Fitzinger, 1843
   |  |           |--o 
Lepidochelys
 Fitzinger, 1843
   |  |           `--o 
Chelonia
 Brongniart, 1800
   |  `--o 
Dermochelyidae
 dont la 
tortue luth

   `--o Chelomacryptodira, c'est-à-dire les autres tortues cryptodires
```

D'après certaines études basées sur la génétique, les Lepidochelys se seraient différentiées lors de la fermeture de l'Isthme de Panamá
.

## Protection
La tortue de Kemp est signalée par l'UICN comme en danger critique d'extinction et la tortue olivâtre est signalée comme en danger.

## Publication originale
- Fitzinger, 1843 : Systema Reptilium, fasciculus primus, Amblyglossae. Braumüller et Seidel, Wien, p. 1-106. (texte intégral).